# Sesil Karatančeva
Sesil Radoslavova Karatančeva (bgr. Сесил Радославова Каратанчева; Sofia, 8 agosto 1989) è una tennista bulgara, inattiva dal 2023, che in passato ha giocato per il Kazakistan.

## Biografia
È nata in Bulgaria ma nel 2009 è diventata cittadina del Kazakistan, cambiando così nazionalità.
É figlia dell'ex giocatore di canottaggio e membro del Parlamento come parte della Bulgarian Business Bloc, Radoslav Karatančev. É stato anche membro del Partito Socialista Bulgaro ed è stato anche suo coach.
Ha tre sorelle minori: Gabriel, è stata una tennista professionista attiva dal 2014 al 2017, Lia e la sorella più giovane Alexa, sono anche loro tenniste professioniste.
Sesil si è sposata con il fidanzato di lunga data ed ex giocatore di calcio Georgi Dolmov nel novembre 2017. Il 20 agosto 2021, ha dato luce al primo figlio.
Nel 2021, Karatančeva ha aperto la sua accademia di tennis a Sofia.

## Carriera
Vinse nel 2004 l'Open di Francia giovanile battendo in finale Mădălina Gojnea con un punteggio di 6-4, 6-0. L'anno successivo all'Open di Francia arrivò ai quarti di finale arrendendosi ad Elena Lichovceva. Sempre nel 2005 il suo piazzamento migliore nel ranking mondiale: 35º (il 7 novembre 2005).
Nel gennaio 2006 venne trovata positiva al nandrolone e squalificata per due anni. A nulla valsero le giustificazioni legate al suo stato di gravidanza. Le concentrazioni di nandrolone riscontrate non furono giudicate compatibili con la gravidanza e la tennista, che poi non avrebbe partorito affatto, saltò così per intero le stagioni 2006 e 2007.
Nel 2008 arrivò in finale nel doppio a Gastein perdendo contro Andrea Hlaváčková e Lucie Hradecká con un risultato di 6–3, 6–3 (per le avversarie); nell'occasione Sesil faceva coppia con Nataša Zorić.
Nel 2010 all'AEGON Classic batté al terzo turno la campionessa in carica Magdaléna Rybáriková ma poi perse ai quarti di finale contro Marija Šarapova mentre al torneo di Brisbane venne eliminata da Justine Henin.
Dopo aver rappresentato il Kazakistan per cinque anni dal 2009 al 2014, nel mese di ottobre 2014 annuncia il suo ritorno alla nazionalità bulgara.

## Statistiche WTA

### Doppio

#### Sconfitte (1)
| Legenda              |
| -------------------- |
| Grande Slam (0)      |
| Argenti Olimpici (0) |
| WTA Championship (0) |
| Tier I (0)           |
| Tier II (0)          |
| Tier III (1)         |
| Tier IV (0)          |
| Tier V (0)           |

| N. | Data           | Torneo                      | Superficie  | Compagna     | Avversarie in finale             | Punteggio |
| 1. | 20 luglio 2008 | Gastein Ladies, Bad Gastein | Terra rossa | Nataša Zorić | Andrea Hlaváčková Lucie Hradecká | 3-6, 3-6  |

## Statistiche ITF

### Singolare

#### Vittorie (9)
| Torneo $100.000 (0) |
| Torneo $80.000 (0)  |
| Torneo $75.000 (1)  |
| Torneo $60.000 (1)  |
| Torneo $50.000 (2)  |
| Torneo $25.000 (3)  |
| Torneo $15.000 (0)  |
| Torneo $10.000 (2)  |

| N. | Data              | Torneo                                                     | Superficie  | Avversaria                  | Punteggio     |
| 1. | 28 settembre 2003 | Magnisia Cup, Volo                                         | Sintetico   | Cvetana Pironkova           | 6–4, 2–6, 6–2 |
| 2. | 19 ottobre 2003   | Carcavelos Ladies Open, Carcavelos                         | Terra rossa | Rosa María Andrés Rodríguez | 7-5, 6-3      |
| 3. | 14 dicembre 2003  | ITF Women's Circuit Shenzhen, Shenzhen                     | Cemento     | Zheng Jie                   | 7–5, 1–6, 6–3 |
| 4. | 5 dicembre 2004   | ITF Women's Circuit Palm Beach Gardens, Palm Beach Gardens | Terra verde | Sania Mirza                 | 3–6, 6–2, 7–5 |
| 5. | 20 gennaio 2008   | City Of Surprise Women's Open, Surprise                    | Cemento     | Angela Haynes               | 6–2, 4–6, 6–4 |
| 6. | 3 febbraio 2008   | Torneo La Quinta Resort and Club, La Quinta                | Cemento     | Sandra Klösel               | 6-4, 7-5      |
| 7. | 13 novembre 2011  | Goldwater Women's Tennis Classic, Phoenix                  | Cemento     | Michelle Larcher de Brito   | 6-1, 7-5      |
| 8. | 17 settembre 2017 | Lexus of Las Vegas Open, Las Vegas                         | Cemento     | Elica Kostova               | 6–4, 4–6, 7–5 |
| 9. | 17 febbraio 2019  | City Of Surprise Women's Open, Surprise                    | Cemento     | Cori Gauff                  | 5-7, 6-3, 6-1 |

#### Sconfitte (8)
| Torneo $100.000 (0) |
| Torneo $80.000 (0)  |
| Torneo $75.000 (0)  |
| Torneo $60.000 (1)  |
| Torneo $50.000 (4)  |
| Torneo $25.000 (2)  |
| Torneo $15.000 (0)  |
| Torneo $10.000 (1)  |

| N. | Data              | Torneo                                                     | Superficie  | Avversaria       | Punteggio     |
| 1. | 12 ottobre 2003   | Carcavelos Ladies Open, Carcavelos                         | Terra rossa | Barbara Pócza    | 2–6, 0-6      |
| 2. | 30 marzo 2008     | Latina Women's Cup, Latina                                 | Terra rossa | Iveta Benešová   | 0-6, 2-6      |
| 3. | 20 aprile 2008    | ITF Women's Circuit Palm Beach Gardens, Palm Beach Gardens | Terra verde | Soledad Esperón  | 4-6, 1–6      |
| 4. | 13 marzo 2011     | Sheriff Jim Coats Clearwater Women's Open, Clearwater      | Cemento     | Ajla Tomljanović | 6(3)-7, 3-6   |
| 5. | 6 novembre 2011   | Grapevine Women's Tennis Classic, Grapevine                | Cemento     | Kurumi Nara      | 6-1, 0-6, 3-6 |
| 6. | 1º aprile 2012    | Oaks Club Challenger, Osprey                               | Terra verde | Arantxa Rus      | 4-6, 1-6      |
| 7. | 27 luglio 2014    | Powiat Poznanski Open, Sobota                              | Terra rossa | Kristína Kučová  | 6-1, 5-7, 3-6 |
| 8. | 30 settembre 2018 | Central Coast Pro Tennis Open, Templeton                   | Cemento     | Asia Muhammad    | 6-2, 4-6, 3-6 |

## Grand Slam Junior

### Doppio

#### Vittorie (1)
| Tornei del Grande Slam  |
| ----------------------- |
| Australian Open (0)     |
| Open di Francia (1)     |
| Torneo di Wimbledon (0) |
| US Open (0)             |

| N. | Data          | Torneo                  | Superficie  | Avversaria in finale | Punteggio |
| 1. | 5 giugno 2004 | Open di Francia, Parigi | Terra rossa | Mădălina Gojnea      | 6-4, 6-0  |

## Risultati in progressione
| Sigla | Risultato               |
| ----- | ----------------------- |
| V     | Vincitore               |
| F     | Finalista               |
| SF    | Semifinalista           |
| O     | Oro olimpico            |
| A     | Argento olimpico        |
| SF    | Bronzo olimpico         |
| QF    | Quarti di Finale        |
| 4T    | Quarto turno            |
| 3T    | Terzo turno             |
| 2T    | Secondo turno           |
| 1T    | Primo turno             |
| RR    | Round Robin             |
| LQ    | Turno di qualificazione |
| A     | Assente                 |
| ND    | Non disputato           |

| Legenda superfici    |
| -------------------- |
| Cemento              |
| Terra battuta        |
| Erba                 |
| Superficie variabile |

### Singolare
| Torneo               | 2003 | 2004 | 2005 | 2006 | 2007 | 2008 | 2009 | 2010 | 2011 | 2012 | 2013 | 2014 | 2015 | Titoli | V–S |
| -------------------- | ---- | ---- | ---- | ---- | ---- | ---- | ---- | ---- | ---- | ---- | ---- | ---- | ---- | ------ | --- |
| Australian Open      | A    | A    | 1T   | A    | A    | A    | 2T   | 1T   | Q3   | Q1   | 1T   | Q1   | Q2   | 0 / 4  | 1–4 |
| Open di Francia      | A    | A    | QF   | A    | A    | A    | Q2   | Q1   | Q3   | 2T   | Q2   | Q2   |      | 0 / 2  | 5–2 |
| Wimbledon            | A    | A    | 2T   | A    | A    | Q2   | 1T   | Q2   | Q1   | Q3   | Q3   | Q2   |      | 0 / 2  | 1–2 |
| US Open              | A    | 1T   | 2T   | A    | A    | Q2   | Q2   | Q3   | Q2   | 1T   | Q3   | Q1   |      | 0 / 3  | 1–3 |
| Titles               | 0    | 0    | 0    | 0    | 0    | 0    | 0    | 0    | 0    | 0    | 0    | 0    | 0    | 0 / 11 |     |
| Ranking di fine anno | 526  | 127  | 35   | /    | /    | 150  | 134  | 139  | 175  | 93   | 142  | 176  |      |        |     |